# السياسة الشرعية في إصلاح الراعي والرعية
السياسة الشرعية في إصلاح الراعي والرعية. هو كتاب لابن تيمية كتبه بصيغة رسالة إلى أحد أولي الأمر، وضمّها ما يجب على الحاكم المسلم من أداء للأمانات، والحكم بين الناس بالقسط في الحدود والحقوق، فجاءت رسالة ضافية بينت جماع السياسة العادلة، والولاية الصالحة للحاكم على النحو الذي يراه الله عزّ وجلّ من كل حاكم.
ترجم قاضي زاده محمد أفندي الكتاب إلى التركية مع إضافات وتعليقات، وسماها «تاج الرسائل ومنهاج الوسائل»، وقدمها إلى السلطان مراد الرابع.